# 민지 리
민지 리(영어: Minjee Lee, 1996년 5월 27일~)는 오스트레일리아의 골프 선수이다. 2022년 5월 5일, U.S. 여자 오픈 챔피언십에서 우승을 차지했다.